# Peperino

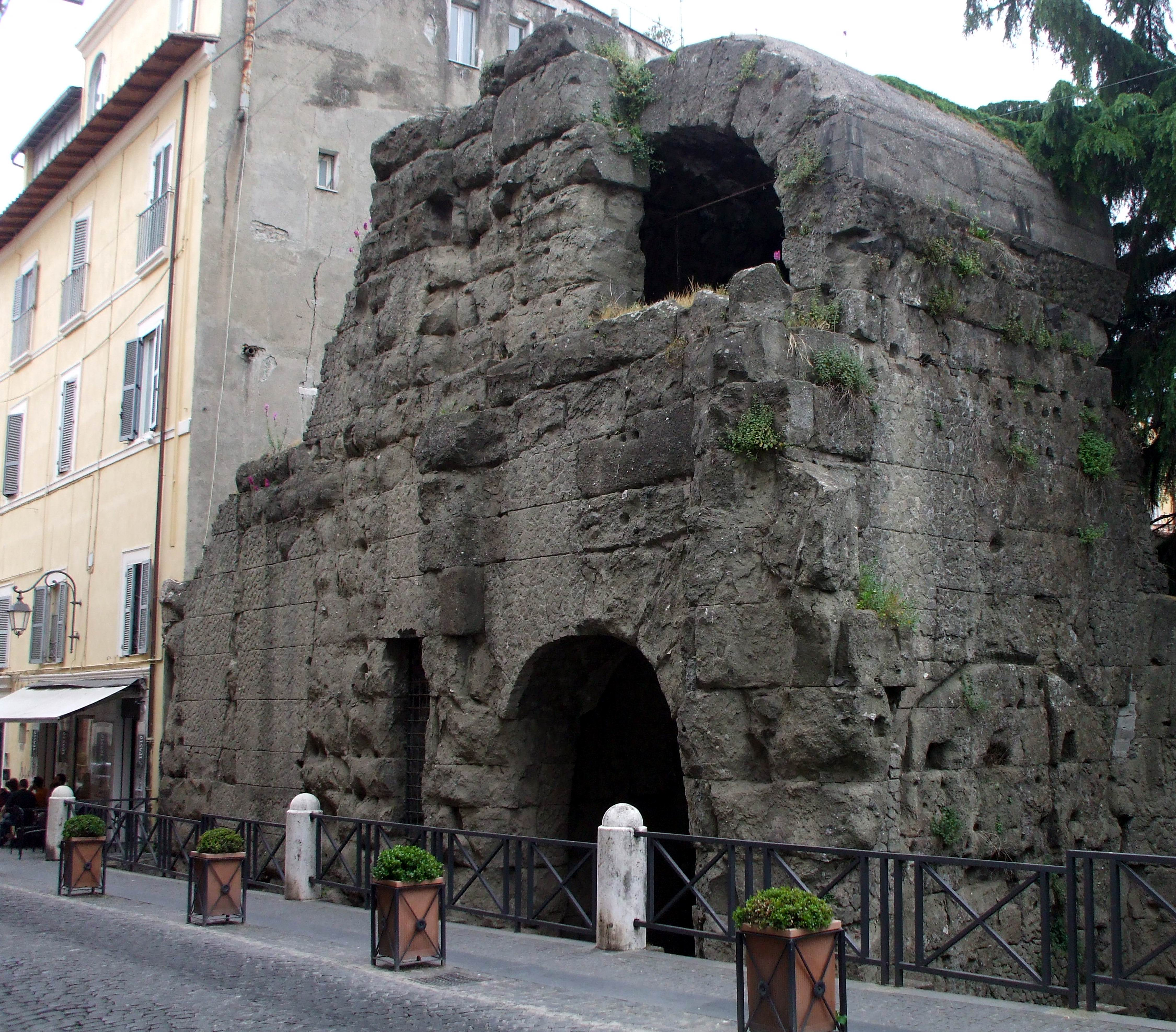
La Porta Pretòria d'Albano Laziale (Itàlia), un clar exemple de la gran durada i la superfície grisa del peperino

El peperino (nom italià, derivat del llatí tardà lapis peperinus, 'pedra de pebre') és un tuf volcànic de color marró o gris que conté fragments de basalt i pedra calcària, amb cristalls disseminats d'augita, mica, magnetita, leucita i altres minerals similars.
El peperino pròpiament dit es troba als turons Albans i a Soriano nel Cimino, al Laci, i es va utilitzar a l'antiga Roma –amb el nom de lapis albanus– com a material de construcció: amb peperino es van edificar la Presó Mamertina, la Cloaca Maxima i una part considerable de les construccions commemoratives del Capitoli. Encara en època romana amb aquest material es van construir l'aqüeducte Claudi i l'estructura de la base del Castel Sant'Angelo a Roma, entre d'altres, o l'emissari del llac Albano i les muralles de les Castra Albana a Albano Laziale; el mitreu de Marino es va excavar en aquesta mateixa roca. En aquesta darrera ciutat es van construir molts edificis monumentals durant l'edat mitjana, com ara palaus i fonts, i el seu ús ha continuat fins a l'edat moderna i contemporània.
Hi ha també una altra mena de roques volcàniques i conglomerats de la regió d'Alvèrnia i d'arreu del món anomenades peperites. Originàriament, el nom tant de l'una com de l'altra roca feia referència a les seves taques de color fosc, provinents de fragments minerals –biotita en el cas del peperino–, que feien pensar en grans de pebre.